# Gene Wolfe

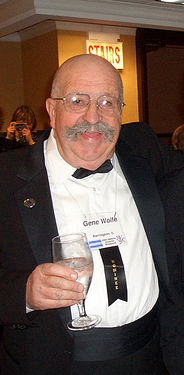
Gene Wolfe (2005)

Gene Wolfe (* 7. Mai 1931 in Brooklyn; † 14. April 2019) war ein US-amerikanischer Science-Fiction- und Fantasy-Autor.
Gene Wolfe ist bekannt für seine an Vladimir Nabokov und Jorge Luis Borges geschulte dichte und anspielungsreiche Prosa. Sein Novellen-Zyklus Der fünfte Kopf des Zerberus und sein vierbändiges Science-Fantasy-Epos Das Buch der Neuen Sonne um den Folterer Severian gelten als Klassiker des Genres. Neben vielen anderen bedeutenden Preisen wurde er zweimal mit dem Nebula Award, sechsmal mit dem Locus Award und dreimal (zuletzt 2007 für seinen Roman Soldier of Sidon) mit dem World Fantasy Award ausgezeichnet – bereits 1996 wurde ihm der World Fantasy Award für sein Lebenswerk verliehen.

## Leben
Wolfe studierte Maschinenbau an der Texas A&M University und diente als Soldat der US Army im Koreakrieg. Bevor er sich hauptberuflich der Schriftstellerei widmen konnte, war er lange Jahre als Redakteur der Branchenzeitschrift Plant Engineering angestellt. Als Ingenieur soll Wolfe die Pressmaschine für Pringles-Kartoffelchips entwickelt haben.
Wolfe lebte zuletzt mit seiner Frau in einem Vorort von Chicago.

## Werk
Das bekannteste Werk Wolfes ist The Book of the New Sun. Die Handlung ist in einer düsteren Zukunft angesiedelt und weist Ähnlichkeiten zu Jack Vances Dying Earth-Serie auf, deren Einfluss auf sein Werk Wolfe selbst bestätigt hat. Die Handlung erzählt detailliert die Lebensgeschichte von Severian, einem Lehrling aus der Gilde der Folterer. Er wurde aus seiner Gilde verstoßen, da er Mitleid für Thecla, eines seiner Folter-Opfer („Klienten“) gezeigt hatte. In vier Büchern wird die Geschichte von Severian aus der Ich-Perspektive erzählt (The Shadow of the Torturer (1980), The Claw of the Conciliator (1981), The Sword of the Lictor (1982), und The Citadel of the Autarch (1983)). Das Buch The Urth of the New Sun (1987) führt einige offene Handlungsfäden der Geschichte zu Ende, wird aber im Allgemeinen als eigenständiges Werk angesehen. In den 90er Jahren brachte Wolfe zwei weitere Buchreihen heraus, die in demselben Universum angesiedelt sind. Das erste, The Book of the Long Sun besteht aus den Teilen Nightside the Long Sun (1993), Lake of the Long Sun (1994), Caldé of the Long Sun (1994), and Exodus From the Long Sun (1996). Diese Geschichten handeln von dem Priester einer kleinen Gemeinde, der in einem Stadtstaat in politische Intrigen und revolutionäre Umtriebe verwickelt wird.
Wolfe schrieb ein weiteres Sequel-„Buch“, The Book of the Short Sun, das sich aus den Teilen On Blue's Waters (1999), In Green's Jungles (2000) und Return to the Whorl (2001) zusammensetzt. Kolonisten haben darin die Schwesterplaneten „Blue“ und „Green“ erreicht. Alle drei „Bücher“ bzw. Buchreihen werden teilweise auch unter dem englischen Begriff „Solar Cycle“ zusammengefasst.
Daneben hat Wolfe auch viele in sich abgeschlossene Bücher verfasst. Seine erste Geschichte, Operation Ares war ein Misserfolg. Daraufhin schrieb er die Werke Peace und The Fifth Head of Cerberus, die von Kritikern im Allgemeinen geschätzt werden. Peace ist eine weitläufige Erzählung von Alden Dennis Weer, ein Mann mit vielen Geheimnissen, der auf sein Leben unter mysteriösen Umständen zurückschaut. The Fifth Head of Cerberus ist eine Sammlung von drei Erzählungen, die Kolonialisierung, Gedächtnis und die Beschaffenheit von Identitätsbewusstsein zum Thema haben. Die erste Geschichte, nach der das Buch seinen Titel trägt, wurde für den Nebula Award für die beste Erzählung nominiert.
Häufig spricht in Wolfes Texten ein unzuverlässiger Erzähler:
„Reale Personen sind tatsächlich immer unzuverlässige Erzähler, sogar dann, wenn sie versuchen, zuverlässige Erzähler zu sein“ (Wolfe in einem Interview mit Lawrence Person, frei übersetzt). Manchmal ist der Erzähler eine Person, die einfach naiv ist (Pandora by Holly Hollander, The Knight), nicht besonders intelligent (There Are Doors), oder nicht immer ehrlich (The Book of the New Sun), oder sie leidet an einer ernsten Krankheit wie Latro in Soldier of the Mist (verliert nach 24 Stunden seine Erinnerungen). Einige Leser finden Wolfes unzuverlässige Erzähler verwirrend, denn, kann der Leser dem Erzähler nicht trauen, so gibt es keine Möglichkeit, den Sinn des Textes klar festzulegen. Man kann den unzuverlässigen Erzähler aber auch als beabsichtigte Chance bzw. Herausforderung begreifen. Dieses Stilmittel fordert vom Leser zwar mehr Denkarbeit, es eröffnet aber einen breiteren und tieferen Raum für die Interpretation der Erzählungen.

## Auszeichnungen
- 2013: SFWA Grand Master Award für das Lebenswerk
- 2010: Locus Award für die Sammlung The Best of Gene Wolfe
- 2010: World Fantasy Award für die Sammlung The Best of Gene Wolfe
- 2007: World Fantasy Award für den Roman Soldier of Sidon
- 2007: Aufnahmen in die Science Fiction Hall of Fame für das Lebenswerk
- 2005: Locus Award für die Erzählung Golden City Far
- 1999: Premio Italia für den Roman The Urth of the New Sun (Urth del Nuovo Sole)
- 1996: World Fantasy Award für das Lebenswerk
- 1995: Deathrealm Award für die Sammlung Bibliomen
- 1989: Skylark Award für das Lebenswerk
- 1989: World Fantasy Award für die Sammlung Storeys from the Old Hotel
- 1988: Science Fiction Chronicle Readers Poll für den Roman The Urth of the New Sun
- 1987: Locus Award für den Roman Soldier of the Mist
- 1985: Prix Apollo für den Roman The Citadel of the Autarch (La Citadelle de l'Autarque)
- 1984: John W. Campbell Memorial Award for Best Science Fiction Novel für den Roman The Citadel of the Autarch
- 1983: British Fantasy Award für den Roman The Sword of the Lictor
- 1983: Locus Award für den Roman The Sword of the Lictor
- 1983: Science Fiction Chronicle Readers Poll für den Roman The Sword of the Lictor
- 1982: British Science Fiction Association Award für den Roman The Shadow of the Torturer
- 1982: Locus Award für den Roman The Claw of the Conciliator
- 1982: Nebula Award für den Roman The Claw of the Conciliator
- 1982: Science Fiction Chronicle Readers Poll für den Roman The Claw of the Conciliator
- 1981: World Fantasy Award für den Roman The Shadow of the Torturer
- 1978: Rhysling Award für das Gedicht The Computer Iterates the Greater Trumps
- 1974: Locus Award für die Erzählung The Death of Doctor Island
- 1974: Nebula Award für die Erzählung The Death of Doctor Island

## Bibliographie
Wird bei Kurzgeschichten als Quelle nur Titel und Jahr angegeben, so findet sich die vollständige Angabe bei der entsprechenden Sammelausgabe.

### Zyklen und Serien
Die Serien sind nach dem Erscheinungsjahr des ersten Teils geordnet.
Archipelago (Kurzgeschichten)
- The Island of Doctor Death and Other Stories (1970)
  - Deutsch: Die Insel von Dr. Death und andere Geschichten. In: Damon Knight (Hrsg.): Damon Knight's Collection 11. Fischer Taschenbuch (Fischer Orbit #29), 1973, ISBN 3-436-01769-8. Auch als: Doktor Deaths Insel und andere Geschichten. In: Clifford D. Simak (Hrsg.): Der Bonsai-Mensch und andere »Nebula«-Preis-Stories 3. Moewig (Playboy Science Fiction #6725), 1982, ISBN 3-8118-6725-3.
- The Death of Dr. Island (1973)
  - Deutsch: Der Tod des Dr. Island. Übersetzt von Horst Pukallus. In: Wolfgang Jeschke (Hrsg.): Der Tod des Dr. Island. Heyne Science Fiction & Fantasy #3674, 1979, ISBN 3-453-30593-0. Auch als: Der Tod von Doktor Eiland. Übersetzt von Leni Sobez. In: Kate Wilhelm (Hrsg.): Der Plan ist Liebe und Tod. Moewig (Playboy Science Fiction #6730), 1982, ISBN 3-8118-6730-X.
- The Doctor of Death Island (1978)
- Death of the Island Doctor (1983)
- The Wolfe Archipelago (1983, Sammlung)

Continuum Series (Kurzgeschichten)
- 1 The Dark of the June (1974)
- 2 The Death of Hyle (1974)
- 3 From the Notebook of Doctor Stein (1974)
- 4 Thag (1975)

Anderson (Kurzgeschichten)
- The Woman Who Loved the Centaur Pholus (1979)
- The Woman the Unicorn Loved (1981)
  - Deutsch: Die Frau, die das Einhorn liebte. In: Friedel Wahren (Hrsg.): Isaac Asimovs Science Fiction Magazin 19. Folge. Heyne Science Fiction & Fantasy #4011, 1983, ISBN 3-453-30948-0. Auch als: Die Frau, die das Einhorn liebte. Übersetzt von Uta McKechneay. In: Terry Carr (Hrsg.): Die schönsten Science Fiction Stories des Jahres: Band 2. Heyne Science Fiction & Fantasy #4047, 1984, ISBN 3-453-30990-1. Auch als: Die Frau, die vom Einhorn geliebt wurde. Übersetzt von Joachim Körber. In: Jack Dann, Gardner Dozois (Hrsg.): Einhörner. Moewig (Playboy Science Fiction #6744), 1985, ISBN 3-8118-6744-X.

Solar Cycle
Kurzgeschichten:
- The Tale of the Student and His Son (1981)
  - Deutsch: Der Student und sein Sohn. 1983.
- Folia’s Story: The Armiger’s Daughter (1982)
- The Cat (1983)
- The Map (1984)
- Empires of Foliage and Flower (1987)

Book of The New Sun / Das Buch der Neuen Sonne
- 1 The Shadow of the Torturer (1980)
  - Deutsch: Der Schatten des Folterers. Heyne Science Fiction & Fantasy #4063, 1984, ISBN 3-453-31008-X.
- 2 The Claw of the Conciliator (1981)
  - Deutsch: Die Klaue des Schlichters. Heyne Science Fiction & Fantasy #4064, 1984, ISBN 3-453-31009-8.
- 3 The Sword of the Lictor (1982)
  - Deutsch: Das Schwert des Liktors. Heyne Science Fiction & Fantasy #4065, 1984, ISBN 3-453-31010-1.
- 4 The Citadel of the Autarch (1983)
  - Deutsch: Die Zitadelle des Autarchen. Heyne Science Fiction & Fantasy #4066, 1984, ISBN 3-453-31011-X.
- 5 The Urth of the New Sun (1987)
  - Deutsch: Die Urth der neuen Sonne. Heyne Science Fiction & Fantasy #4655, 1990, ISBN 3-453-03920-3.
- The Book of the New Sun, Vols. I & II (1983, Sammelausgabe von 1 und 2)
- Shadow and Claw (1994, Sammelausgabe von 1 und 2)
- Sword and Citadel (1994, Sammelausgabe von 3 und 4)
- The Book of the New Sun (1998, Sammelausgabe von 1–4, auch als Severian of the Guild, 2007)

Book of The Long Sun / Das Buch der Langen Sonne
- 1 Nightside the Long Sun (1993)
  - Deutsch: Die Nachtseite der langen Sonne. Heyne Science Fiction & Fantasy #5941, 1998, ISBN 3-453-13334-X.
- 2 Lake of the Long Sun (1994)
  - Deutsch: Der See der langen Sonne. Heyne Science Fiction & Fantasy #5942, 1998, ISBN 3-453-13335-8.
- 3 Caldé of the Long Sun (1994)
  - Deutsch: Der Caldé der Langen Sonne. Heyne Science Fiction & Fantasy #5943, 1998, ISBN 3-453-13982-8.
- 4 Exodus from the Long Sun (1996)
  - Deutsch: Der Exodus aus der Langen Sonne. Heyne Science Fiction & Fantasy #5944, 1998, ISBN 3-453-13989-5.
- Litany of the Long Sun (1994, Sammelausgabe von 1 und 2)
- Epiphany of the Long Sun (1997, Sammelausgabe von 3 und 4)

Book of the Short Sun
- 1 On Blue’s Waters (1999)
- 2 In Green’s Jungles (2000)
- 3 Return to the Whorl (2001)
- The Book of the Short Sun (2001, Sammelausgabe von 1 bis 3)

Begleitende Literatur:
- The Castle of the Otter (1983, Essays)
- Gate of Horn, Book of Silk: A Guide to Gene Wolfe’s The Book of the Long Sun and The Book of the Short Sun (2012, mit Michael Andre-Driussi)

Redwood Coast Roamer (Kurzgeschichten)
- At the Volcano’s Lip (1983)
- In the Mountains (1983)
- In the Old Hotel (1983)
- On the Train (1983)

Liavek (Kurzgeschichten)
- The Green Rabbit from S’Rian (1985)
- Choice of the Black Goddess (1986)

Latro / Soldaten-Zyklus
- 1 Soldier of the Mist (1986)
  - Deutsch: Soldat des Nebels. Heyne Science Fiction & Fantasy #4602, 1989, ISBN 3-453-03476-7.
- 2 Soldier of Arete (1989)
- 3 Soldier of Sidon (2006)
- The Woman Who Went Out (1985) [SF]; separate Veröffentlichung eines Auszugs aus dem 15. Kapitel von Soldat des Nebels im Magazine of Fantasy & Science Fiction
- Latro in the Mist (2003, Sammelausgabe von 1 und 2)

The Wizard Knight / Mythgarthr
- 1 The Knight (2004)
  - Deutsch: Der Ritter. Klett-Cotta, 2006, ISBN 3-608-93775-7.
- 2 The Wizard (2004)
  - Deutsch: Der Zauberer. Klett-Cotta, 2006, ISBN 3-608-93776-5.
- The Wizard Knight (2005, Sammelausgabe von 1 und 2)

### Romane
- Operation Ares (1970)
  - Deutsch: Unternehmen Ares. Bastei Lübbe Science Fiction Taschenbuch #4, 1971.
- Peace (1975)
  - Deutsch: Frieden. Übersetzt von Hannes Riffel. Carcosa, 2025, ISBN 3-910-91436-5.
- The Devil in a Forest (1976)
  - Deutsch: Der Teufel hinter den Wäldern. Übersetzt von Thomas Ziegler. Bastei Lübbe Science Fiction Fantasy #20021, 1980, ISBN 3-404-20021-7.
- Free Live Free (1984)
  - Deutsch: Frees Vermächtnis. Heyne Science Fiction & Fantasy #5348, 1995,
- There Are Doors (1988)
- Castleview (1990)
- Pandora by Holly Hollander (1990)
- Pirate Freedom (2007)
- An Evil Guest (2008)
- The Sorcerer’s House (2010)
- Home Fires (2011)
- The Land Across (2013)
- A Borrowed Man (2015)

### Sammlungen
- The Fifth Head of Cerberus (1972)
  - Deutsch: Der fünfte Kopf des Zerberus. Übersetzt von Yoma Cap. Heyne 1974
  - Deutsch: Der fünfte Kopf des Zerberus. Übersetzt von Hannes Riffel. Carcosa, 2023, ISBN 3-910-91406-3.
- The Island of Doctor Death and Other Stories and Other Stories (1980)
- Gene Wolfe’s Book of Days (1981)
  - Deutsch: Das Buch der Feiertage. Übersetzt von Irene Bonhorst. Heyne Science Fiction & Fantasy #4340, 1986, ISBN 3-453-31352-6.
- Bibliomen (1984)
- Plan[e]t Engineering (1984)
- For Rosemary (1988)
- Storeys from the Old Hotel (1988)
- Endangered Species (1989)
- Young Wolfe (1992)
- Strange Travelers (2000)
- Innocents Aboard (2004)
- Starwater Strains (2005)
- Strange Birds (2006)
- The Best of Gene Wolfe: A Definitive Retrospective of His Finest Short Fiction (2009, auch als The Very Best of Gene Wolfe, 2009)

### Kurzgeschichten
- The Case of the Vanishing Ghost (1951)
- The Grave Secret (1951)
- The Dead Man (1965)
- The Dead Man (revised) (1965)
- Mountains Like Mice (1966)
- Screen Test (1967)
- Volksweapon (1967)
- Trip, Trap (1967)
  - Deutsch: Tripp, Trapp. In: Damon Knight (Hrsg.): Damon Knight's Collection 3. Fischer Taschenbuch (Fischer Orbit #5), 1972, ISBN 3-436-01499-0.
- The Green Wall Said (1967)
- The Changeling (1968)
  - Deutsch: Der Wechselbalg. In: Das Buch der Feiertage. 1986.
- House of Ancestors (1968)
- Paul’s Treehouse (1969)
  - Deutsch: Das Haus auf dem Baum. In: Damon Knight (Hrsg.): Damon Knight's Collection 8. Fischer Taschenbuch (Fischer Orbit #15), 1972, ISBN 3-436-01629-2. Auch als: Pauls Baumhütte. In: Das Buch der Feiertage. 1986.
- Morning-Glory (1970)
- The HORARS of War (1970)
  - Deutsch: Die Horars des Krieges. In: Harry Harrison (Hrsg.): Nova. Bastei Lübbe Science Fiction Taschenbuch #31, 1973, ISBN 3-404-00159-1.
- The Packerhaus Method (1970)
- Car Sinister (1970)
  - Deutsch: Automobiles Mißgeschick. In: Das Buch der Feiertage. 1986.
- How the Whip Came Back (1970)
  - Deutsch: Die Wiedereinführung der Peitsche. In: Damon Knight (Hrsg.): Damon Knight's Collection 8. Fischer Taschenbuch (Fischer Orbit #15), 1972, ISBN 3-436-01629-2. Auch als: Die Rückkehr der Peitsche“, auch: „Die Wiedereinführung der Peitsche. In: Das Buch der Feiertage. 1986.
- Remembrance to Come (1970)
  - Deutsch: Erinnerungen an die Zukunft. In: Damon Knight (Hrsg.): Damon Knight's Collection 7. Fischer Taschenbuch (Fischer Orbit #14), 1972, ISBN 3-436-01595-4.
- Thou Spark of Blood (1970)
- Eyebem (1970)
  - Deutsch: Ibem. In: Damon Knight (Hrsg.): Damon Knight's Collection 10. Fischer Taschenbuch (Fischer Orbit #19), 1973, ISBN 3-436-01715-9.
- Of Relays and Roses (1970)
  - Deutsch: Von Relais und roten Rosen. In: Das Buch der Feiertage. 1986.
- King Under the Mountain (1970)
- A Method Bit in "B" (1970)
- Sonya, Crane Wessleman, and Kittee (1970)
- The Blue Mouse (1971)
  - Deutsch: Die blaue Maus. In: Das Buch der Feiertage. 1986.
- The Toy Theater (1971)
- Slaves of Silver (1971)
  - Deutsch: Silbersklaven. In: Isaac Asimov, Martin Harry Greenberg, Charles Waugh (Hrsg.): Mit Sherlock Holmes durch Raum und Zeit (2). Ullstein Science Fiction & Fantasy #31141, 1987, ISBN 3-548-31141-5.
- Sweet Forest Maid (1971)
- Three Million Square Miles (1971)
  - Deutsch: Drei Millionen Quadratmeilen. In: Thomas M. Disch (Hrsg.): Die letzten Blumen. Bastei Lübbe Science Fiction Bestseller #22029, 1981, ISBN 3-404-22029-3. Auch in: Das Buch der Feiertage. 1986.
- Alien Stones (1972)
- Beech Hill (1972)
- The Fifth Head of Cerberus (1972, im gleichen Jahr zum Roman erweitert)
  - Deutsch: Der fünfte Kopf des Zerberus. Übersetzt von Yoma Cap. Heyne Science Fiction Jahresband 1984§1984-04-00§ed. Wolfgang Jeschke§Heyne (Heyne Science Fiction & Fantasy #4060) 1974 (Auszug der Romanfassung). Auch als: Der fünfte Kopf des Zerberus. Übersetzt von Eva Malsch. In: Isaac Asimov (Hrsg.): Das Treffen mit Medusa und andere »Nebula«-Preis-Stories 4. Moewig (Playboy Science Fiction #6728), 1982, ISBN 3-8118-6728-8.
- The Headless Man (1972)
- Against the Lafayette Escadrille (1972)
  - Deutsch: Gegen die Staffel Lafayette. In: Das Buch der Feiertage. 1986.
- Loco Parentis (1972)
- Mathoms from the Time Closet (1972)
- Robot’s Story (1972)
- The Recording (1972)
- Tarzan of the Grapes (1972)
  - Deutsch: Tarzan bei den Trauben. In: Wulf Bergner (Hrsg.): Ein Tag in Suburbia. Heyne Science Fiction & Fantasy #3353, 1973.
- It’s Very Clean (1972)
- An Article About Hunting (1973)
  - Deutsch: Ein Artikel über die Jagd. In: Das Buch der Feiertage. 1986.
- Beautyland (1973)
  - Deutsch: Beautyland. In: Das Buch der Feiertage. 1986.
- Feather Tigers (1973)
- Peritonitis (1973)
- La Befana (1973)
  - Deutsch: La Befana, die Weihnachtshexe. In: Science-Fiction-Stories 75. Ullstein 2000 #150 (3579), 1979, ISBN 3-548-03579-5. Auch in: Das Buch der Feiertage. 1986.
- Hour of Trust (1973)
- How I Lost the Second World War and Helped Turn Back the German Invasion (1973)
  - Deutsch: Wie ich den Zweiten Weltkrieg verlor und mithalf, die deutschen Invasoren zurückzuwerfen. In: Das Buch der Feiertage. 1986.
- Going to the Beach (1973)
- Continuing Westward (1973)
- Westwind (1973)
  - Deutsch: Westwind. Übersetzt von Charlotte Winheller. In: Herbert W. Franke (Hrsg.): Science Fiction Story Reader 2. Heyne Science Fiction & Fantasy #3398, 1974, ISBN 3-453-30293-1. Auch als: Westwind. Übersetzt von Klaus Weidemann. In: Walter Spiegl (Hrsg.): Science-Fiction-Stories 80. Ullstein Science Fiction & Fantasy #31010, 1980, ISBN 3-548-31010-9.
- Cues (1974)
- Melting (1974)
  - Deutsch: Auflösung. In: Das Buch der Feiertage. 1986.
- Forlesen (1974)
  - Deutsch: Forlesen. In: Das Buch der Feiertage. 1986.
- The Rubber Bend (1974)
- Civis Laputus Sum (1975)
- Silhouette (1975)
  - Deutsch: Silhouette. In: Robert Silverberg (Hrsg.): Das neue Atlantis. Heyne Science Fiction & Fantasy #3755, 1980, ISBN 3-453-30658-9.
- St. Brandon (1975, Auszug aus Peace)
  - Deutsch: St. Brandon. In: Das Buch der Feiertage. 1986.
- The Hero as Werwolf (1975)
- Straw (1975)
- Tracking Song (1975)
  - Deutsch: Fährtensucherlied. In: Wolfgang Jeschke (Hrsg.): Feinde des Systems. Heyne Science Fiction & Fantasy #3805, 1981, ISBN 3-453-30707-0.
- The Eyeflash Miracles (1976)
  - Deutsch: Die Wunder der Augen-Blicke. In: Wolfgang Jeschke (Hrsg.): Im Grenzland der Sonne. Heyne Science Fiction & Fantasy #3592, 1978, ISBN 3-453-30498-5.
- When I Was Ming the Merciless (1976)
- Three Fingers (1976)
- The Marvelous Brass Chessplaying Automaton (1977)
  - Deutsch: Der wunderbare messingne Schachautomat. In: Wolfgang Jeschke (Hrsg.): Science Fiction Story Reader 11. Heyne Science Fiction & Fantasy #3627, 1979, ISBN 3-453-30538-8.
- Many Mansions (1977)
  - Deutsch: … der Häuser viele. In: Das Buch der Feiertage. 1986.
- To the Dark Tower Came (1977)
- Our Neighbour by David Copperfield (1978)
- Seven American Nights (1978)
  - Deutsch: Sieben amerikanische Nächte. In: Wolfgang Jeschke (Hrsg.): Science Fiction Story Reader 20. Heyne Science Fiction & Fantasy #3995§, 1983.
- War Beneath the Tree (1979)
  - Deutsch: Krieg unterm Weihnachtsbaum. In: Wolfgang Jeschke (Hrsg.): Science Fiction Story Reader 19. Heyne Science Fiction & Fantasy #3944, 1983, ISBN 3-453-30872-7. Auch in: Das Buch der Feiertage. 1986.
- In Looking-Glass Castle (1980)
  - Deutsch: Im Spiegelglas-Schloß. In: Josh Pachter (Hrsg.): Top Science Fiction: Zweiter Teil. Heyne Science Fiction & Fantasy #4517, 1988, ISBN 3-453-02774-4.
- Kevin Malone (1980)
  - Deutsch: Kevin Malone. In: Josh Pachter (Hrsg.): Top Fantasy: Zweiter Teil. Heyne Science Fiction & Fantasy #4518, 1988, ISBN 3-453-02775-2.
- A Criminal Proceeding (1980)
  - Deutsch: Der Prozeß. In: Ursula K. Le Guin, Virginia Kidd (Hrsg.): Grenzflächen. Heyne Science Fiction & Fantasy #4175, 1985, ISBN 3-453-31140-X.
- The God and His Man (1980)
  - Deutsch: Der Gott und sein Mensch. In: Birgit Reß-Bohusch (Hrsg.): Isaac Asimovs Science Fiction Magazin 8. Folge. Heyne Science Fiction & Fantasy #3776, 1980, ISBN 3-453-30677-5.
- The Detective of Dreams (1980)
- Suzanne Delage (1980)
  - Deutsch: Suzanne Delage. In: Ursula K. Le Guin, Virginia Kidd (Hrsg.): Kanten. Heyne Science Fiction & Fantasy #4015, 1983, ISBN 3-453-30954-5.
- The Adopted Father (1980)
  - Deutsch: Der Adoptivvater. In: Birgit Reß-Bohusch (Hrsg.): Isaac Asimovs Science Fiction Magazin 13. Folge. Heyne Science Fiction & Fantasy #3873, 1982, ISBN 3-453-30759-3. Auch als: Der Adoptivvater. In: Das Buch der Feiertage. 1986.
- Date Due (1981)
- Cherry Jubilee (1982)
  - Deutsch: Grund zum Jubel. In: Friedel Wahren (Hrsg.): Isaac Asimovs Science Fiction Magazin 26. Folge. Heyne Science Fiction & Fantasy #4249, 1985, ISBN 3-453-31230-9.
- Last Day (1982)
  - Deutsch: Der letzte Tag. In: Isaac Asimov, Alice Laurance (Hrsg.): Spekulationen. Heyne Science Fiction & Fantasy #4274, 1986, ISBN 3-453-31254-6.
- The Last Thrilling Wonder Story (1982)
  - Deutsch: Der letzte packende Groschenroman. In: Friedel Wahren (Hrsg.): Isaac Asimovs Science Fiction Magazin 22. Folge. Heyne Science Fiction & Fantasy #4107, 1984, ISBN 3-453-31067-5.
- Procreation (1983)
- A Solar Labyrinth (1983)
- Four Wolves (1983)
- From the Desk of Gilmer C. Merton (1983)
- Creation (1983)
- At the Point of Capricorn (1983)
- Adam(?) Poor(?) (1984)
- Anne Parsons (1984)
- Bernard A. French (1984)
- Gertrude S. "Spinning Jenny" Deplatta (1984)
- Hopkins Dalhousie (1984)
- John Glaskin (1984)
- John J. Jons, Jr. (1984)
- John K. (Kinder) Price (1984)
- Kirk Patterson Arthurs, Ph.D. (1984)
- Kopman Goldfleas (1984)
- Lieutenant James Ryan O’Murphy, NYPD (1984)
- Love, Among the Corridors (1984)
- Mary Beatrice Smoot Friarly, SPV (1984)
- Paul Rico (1984)
- Peter O. Henry (1984)
- Rishi (1984)
- Sir Gabriel (1984)
- Skeeter Smyth (1984)
- The Woman Who Resigned (1984)
- Xavier McRidy (1984)
- A Cabin on the Coast (1984)
  - Deutsch: Eine unheimliche Begegnung der dritten Art. Übersetzt von Tony Westermayr. In: Peter Wilfert (Hrsg.): Tor zu den Sternen. Goldmann Science Fiction #23400, 1981, ISBN 3-442-23400-X. Auch als: Ein Haus an der Küste. Übersetzt von Michael K. Iwoleit. In: Ronald M. Hahn (Hrsg.): Kryogenese. Heyne Science Fiction & Fantasy #4169, 1985, ISBN 3-453-31131-0.
- Redbeard (1984)
- The Boy Who Hooked the Sun (1985)
- The Nebraskan and the Nereid (1985)
  - Deutsch: Der Mann aus Nebraska und die Nereide. In: Friedel Wahren (Hrsg.): Isaac Asimov's Science Fiction Magazin 29. Folge. Heyne Science Fiction & Fantasy #4405, 1987, ISBN 3-453-00409-4.
- Checking Out (1986)
  - Deutsch: Abreise. In: Pamela Sargent, Ian Watson (Hrsg.): Das unentdeckte Land. Bastei Lübbe Science Fiction Special #24112, 1988, ISBN 3-404-24112-6.
- Parkroads—A Review (1987)
- The Most Beautiful Woman on the World (1987)
- The Peace Spy (1987)
- In the House of Gingerbread (1987)
- All the Hues of Hell (1987)
- The Arimaspian Legacy (1987)
- Alphabet (1988)
- Sightings at Twin Mounds (1988)
- The Flag (1988)
- The Other Dead Man (1988)
- Read Me (1988)
- Lukora (1988)
- The Tale of the Rose and the Nightingale (And What Came of It) (1988)
- Game in the Pope’s Head (1988)
- Houston, 1943 (1988)
- Slow Children at Play (1989)
- My Book (1989)
- The Tale of the Four Accused (1989)
- How the Bishop Sailed to Inniskeen (1989)
- The Friendship Light (1989)
- The Monday Man (1990)
- Procreation I Creation (1990)
- Procreation II Re-creation (1990)
- Procreation III The Sister’s Account (1990)
- The Haunted Boardinghouse (1990)
- Lord of the Land (1990)
- The Seraph From Its Sepulcher (1991)
- The Old Woman Whose Rolling Pin Is the Sun (1991)
- The Largest Luger (1992)
- The Last Casualty of Cambrai (1992)
- The Legend of Xi Cygnus (1992)
  - Deutsch: Die Legende von Xi Cygnus. In: Ronald M. Hahn (Hrsg.): Der letzte Mars-Trip. Heyne Science Fiction & Fantasy #5166, 1994, ISBN 3-453-07781-4.
- The Sailor Who Sailed After the Sun (1992)
- And When They Appear (1993)
- Useful Phrases (1993)
- Queen of the Night (1994)
- Captain Roy C. Mirk, B.A., M.A., Ph.D. (1995)
- Seaman (1995)
- The Death of Koshchei the Deathless (a tale of old Russia) (1995)
- The Ziggurat (1995)
- Ain’t You ’Most Done? (1996)
- Bed & Breakfast (1996)
- Counting Cats in Zanzibar (1996)
- The Man in the Pepper Mill (1996)
- Try and Kill It (1996)
- One-Two-Three for Me (1996)
- To the Seventh (1996)
- Bluesberry Jam (1996)
- Wolfer (1997)
- No Planets Strike (1997)
- Flash Company (1997)
- Petting Zoo (1997)
- The Wrapper (1998)
- Wrapper (1998)
- The Night Chough (1998)
- A Traveler in Desert Lands (1999)
- How I Got Three Zip Codes (1999)
- Has Anybody Seen Junie Moon? (1999)
- The Tree Is My Hat (1999)
- A Fish Story (1999)
- The Walking Sticks (2000)
- The Fat Magician (2000)
- Pocketsful of Diamonds (2000)
- The Eleventh City (2000)
- Master Ash’s Joke (2001)
- Viewpoint (2001)
- Copperhead (2001)
- In Glory Like Their Star (2001)
- Queen (2001)
- Mute (2002)
- The Waif (2002)
- A Walking Tour of the Shambles (2002, mit Neil Gaiman)
- Shields of Mars (2002)
- The Tree Is My Hat (play) (2002, mit Lawrence Santoro)
- From the Cradle (2002)
- The Dog of the Drops (2002)
- Under Hill (2002)
- Calamity Warps (2003)
- My Name Is Nancy Wood (2003)
- Talk of Mandrakes (2003)
- Castaway (2003)
- Black Shoes (2003)
- Graylord Man’s Last Words (2003)
- Hunter Lake (2003)
- Of Soil & Climate (2003)
- Golden City Far (2004)
- Prize Crew (2004)
- The Lost Pilgrim (2004)
- Rattler (2004, mit Brian A. Hopkins)
- Pulp Cover (2004)
- Monster (2004)
- The Little Stranger (2004)
- Comber (2005)
- The Card (2005)
- The Vampire Kiss (2005)
- The Gunner’s Mate (2005)
- Christmas Inn (2005)
- On a Vacant Face a Bruise (2006)
- Six from Atlantis (2006)
- Sob in the Silence (2006)
- The On-Deck Circle (2006)
- Bea and Her Bird Brother (2006)
- Build-A-Bear (2006)
- The Old Woman in the Young Woman (2006)
- The Hour of the Sheep (2007)
- Green Glass (2007)
- Memorare (2007)
- The Magic Animal (2007)
- Unrequited Love (2007)
- Donovan Sent Us (2009)
- Planetarium in Orbit (2009)
- Last Drink Bird Head (2009)
- Innocent (2010)
- Bloodsport (2010)
- Leif in the Wind (2010)
- King Rat (2010)
- The Giant (2011)
- Josh (2011)
- Why I Was Hanged (2011)
- Dormanna (2012)
- Uncaged (2013)
- Frostfree (2013)
- The Sea of Memory (2013)
- Incubator (2015)

### Sachliteratur
- A Wolfe Family Album (1991)
- Letters Home (1991)
- Gene Wolfe’s Orbital Thoughts (1992)